# Hradec (přírodní rezervace)
Přírodní rezervace Hradec se rozkládá v jihozápadní části brdských Hřebenů, na strmých východních a jižních svazích hory Liška (642 m), od rozcestí Stožec až po stejnojmenný vrchol Hradec (628 m). Byla vyhlášena v roce 1989 a nachází se v katastrálním území města Dobříše. Toto území je chráněno z důvodu zachování původních bukových (Fagus) a dubových (Quercus) porostů. V chráněném území se nachází pozůstatky stejnojmenného hradiště. 